# 내일을 향해 쏴라
《내일을 향해 쏴라》(영어: Butch Cassidy and the Sundance Kid)는 1969년 개봉한 미국의 서부극 영화이다. 조지 로이 힐 감독이 연출했고 윌리엄 골드먼이 각본을 썼다. OST는 버트 배커랙이 작곡했고 콘래드 홀이 촬영을 맡았다. 서부 개척 시대 실존인물이었던 부치 캐시디(Robert Leroy Parker, 로버트 파커)와 선댄스 키드(Harry Alonzo Longabaugh, 해리 롱어보)의 무용담을 기반으로 만들어졌으며, 폴 뉴먼이 부치 캐시디, 로버트 레드퍼드가 선댄스 키드, 캐서린 로스가 그 둘의 동료였던 에타 플레이스(Etta Place) 역을 맡았다. 영화는 크게 흥행했고 현대에 와서는 버디 영화의 고전으로 인정받고 있다. 아카데미 작품상, 감독상, 음향효과상 후보에 올랐고, 아카데미 촬영상, 음악상, 주제가상, 각본상을 수상했다.
2003년 이 영화는 미국 의회도서관에 의해 문화적으로, 역사적으로, 미적으로 중요성을 인정받아 미국 국립영화등기부에 선정, 보존되었다.

## 줄거리
배경은 1890년대 미국 서부. 부치 캐시디(폴 뉴먼)와 선댄스 키드(로버트 레드퍼드)는 갱단을 이끌고 은행만 전문적으로 터는 은행 강도들이다. 보스인 부치는 두뇌 회전이 빠르고 인심은 좋지만 총솜씨는 별로고 반면, 선댄스는 부치와는 정반대로 구변은 별로 없지만, 총솜씨는 당해낼 사람이 없다. 미래에 대한 희망도 없이 돈이 생기면 써버리고 없으면 은행을 터는 그들이지만 세상을 바라보는 눈은 매우 낙천적이며 낭만적이다.
선댄스에게는 애인 에타(캐서린 로스)가 있다. 그런데 어느 날 부하들이 부치를 몰아내려고 반기를 들고 부치는 특유의 구술과 응기응변으로 잘 무마한다. 그러다 모처럼 몇 차례 열차를 턴 것이 화근이 되어 부치와 선댄스는 추적의 표적이 되고, 할 수 없이 볼리비아로 간다. 이때 선댄스의 애인 에타도 동행을 하게 된다. 하지만 그들이 생각했던 것보다 가난한 나라로 영어가 통하지 않아 부치와 선댄스는 에타에게서 스페인어를 배운다.
털고 도망치고를 반복하는 은행털이가 순조롭게 이어진다. 하지만 이곳까지 이들을 체포하러 온 와이오밍의 보안관 조 러포얼즈에게 잡혀갈 빌미를 주지 않기 위해 강도질을 그만두고 정당한 직업을 찾는데 때마침 광부들에게 지급할 월급을 호송하는 주석광산 업체 간부를 호위하는 일을 맡게 된다. 하지만 은행에 돈을 찾아 돌아오는 길에 이곳 산적들에게 습격을 받아 간부는 총에 맞아 죽고 강도들이 빼앗은 돈을 세고 있을 때 두 사람이 나타나 이들을 모두 사살한다. 그후 에타가 고향으로 돌아가고 결국 둘만 남게 된다.
다음 날 부치와 키드는 농부들을 습격해 돈과 말을 빼앗고 마을에 내려와 식당에 들어간다. 식사를 주문하는데, 식당에서 일하던 소년이 이들이 가져온 말 중에 있는 농장 표식을 보고 경찰에 신고, 이들과 총격전이 벌어진다. 두 사람은 총상을 입고 막다른 곳에 피신하는데, 경찰의 신고를 받은 군대가 출동한다. 수백 명의 군인이 밖에서 자신들을 에워싸고 있는 것을 모른 체 이번엔 "호주로 가자"는 계획을 세우고 둘은 권총을 치켜들고 밖으로 뛰쳐나온다.

## 출연진
- 폴 뉴먼 - 부치 캐시디
- 로버트 레드퍼드 - 더 선댄스 키드
- 캐서린 로스 - 엣타 플레이스
- 스트로더 마틴 - 퍼시 게리스
- 헨리 존스 - 자전거 판매원
- 제프 코리 - 보안관 레이 브레드소
- 조지 퍼스 - 우드콕
- 클로리스 리치먼 - 매춘부

## 한국판 성우진

### MBC (1986년 5월 10일)
- 양지운 - 부치 캐시디(폴 뉴먼)
- 배한성 - 선댄스 키드(로버트 레드퍼드)
- 송도영 - 엣타(캐서린 로스)

### KBS (1993년 7월 18일)
- 이정구 - 부치 캐시디(폴 뉴먼)
- 김관철 - 선댄스 키드(로버트 레드퍼드)
- 김정미 - 엣타(캐서린 로스)
- 이윤선 - 하비(테드 캐시디) / 자전거 판매원(헨리 존스)
- 유해무 - 보안관(제프 코리) / 도박꾼(도넬리 로즈)
- 황정란 - 기차 승객(조디 길버트) / 마을 사람
- 장승길 - 납작코(찰스 디어콥) / 퍼시(스트로더 마틴)
- 강구한 - 우드콕(조지 퍼스)
- 박규웅 - 뉴스(티모시 스콧)
- 김옥경 - 마을 사람(린 맥시)

## 같이 보기
- 반영웅